# Ascella

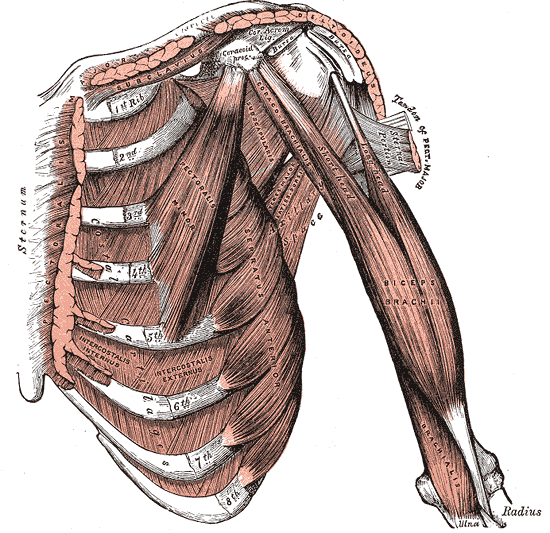
Porzione di muscoli della spalla e del torace.

L'ascella o cavo ascellare è una cavità posta ad angolo tra il braccio e la spalla.

## Struttura

### Disposizione e rapporti
Dal punto di vista anatomico è possibile individuare la cosiddetta cavità ascellare, una profonda depressione posizionata sulla radice dell'arto superiore, che a braccio abdotto ha la forma di una piramide quadrangolare con apice in alto (verso il processo coracoideo) e medialmente. Vi si descrivono quattro pareti, un apice e una base:
- Anteriore: costituita dal muscolo grande pettorale e, dietro questo i muscoli succlavio e piccolo pettorale, connessi tra loro dalla fascia clavicoracopettorale, che va a costituire in basso il legamento sospensorio dell'ascella (di Gerdy).
- Posteriore: formata dall'alto in basso dal muscolo sottoscapolare.
- Laterale: vi si trova il muscolo coracobrachiale e il capo breve del bicipite brachiale.
- Mediale: costituita dalla faccia esterna delle prime quattro coste, con i muscoli intercostali esterni e il muscolo dentato anteriore.

Sull'apice è posizionato il canale cervico-ascellare, che mette in comunicazione la cavità ascellare con la fossa sopraclavicolare maggiore. Questo è delimitato anteriormente dalla clavicola, medialmente dalla prima costa e lateralmente dal processo coracoideo della scapola. Tale canale da passaggio ai vasi succlavi e a strutture appartenenti al plesso brachiale.
La base è determinata dalla fascia ascellare, uno strato di tessuto connettivo, tesa tra il muscolo grande pettorale (anteriormente) e il grande dorsale (posteriormente).

#### Confini
Anatomicamente, l'ascella confina superiormente col bordo esterno della prima costa, il bordo superiore della scapola e il bordo posteriore della clavicola. Medialmente troviamo il muscolo dentato anteriore e la gabbia toracica. Anterioriormente sono presenti il muscolo succlavio, il muscolo grande pettorale e il muscolo piccolo pettorale, mentre posteriormente sono presenti il muscolo sottoscapolare (sopra), il muscolo grande rotondo e il muscolo grande dorsale (sotto). Infine lateralmente troviamo il solco intratubercolare dell'omero e il muscolo coracobrachiale. Il limite inferiore è chiamato la piega ascellare posteriore. Può discendere dopo la perdita di peso.
Il limite anteriore è detto piega ascellare anteriore, ha una forma arrotondata ed è formata dal margine inferiore del grande pettorale (alcune fonti includono anche il piccolo pettorale). Può allungarsi dopo la perdita di peso

### Contenuto
Nella cavità ascellare è possibile individuare i linfonodi ascellari, tessuto connettivo adiposo, una grande quantità di ghiandole sudoripare e strutture vascolo-nervose. Qui passano anche vasi linfatici e nervi utili al braccio, come il plesso brachiale, i nervi toracici e intercostobrachiali. In questa parte è presente la coda di Spence. I vasi sanguigni principali sono la vena e l'arteria ascellare e i loro rami.

## Patologia

### Cancro al seno
Il cancro al seno può diffondersi attraverso i vasi linfatici nei linfonodi presenti nell'ascella.

### Intertrigine ascellare
L'eccessiva sudorazione può causare l'intertrigine ascellare. L'intertrigine è una condizione infiammatoria della pelle causata dal calore, dallo sfregamento e dall'umidità. Un ambiente caldo e umido può favorire la crescita di batteri patogeni, lieviti e funghi. Questa condizione è responsabile di sintomi quali rash cutanei, pustole, prurito o bruciore cronico sotto le ascelle. L'intertrigine ascellare è comune tra coloro che lavorano in ambienti caldi.

## Società e cultura

### Solletico
L'ascella è un'area delicata, probabilmente a causa del numero di nervi che contiene. Alcune persone provano sensazioni particolarmente sgradevoli quando viene solleticata.

### Peli
I peli sotto le ascelle sono presenti di solito sia nelle femmine che nei maschi, a cominciare dall'adolescenza. In alcune moderne culture occidentali, è pratica comune per le donne rimuovere i peli delle ascelle, per questioni estetiche o per preoccupazioni relative alla salute e l'igiene. Anche fra gli uomini è diffusa la pratica di rimozione dei peli ascellari per motivi estetici, igienici e per ridurre l'attrito negli sport come il nuoto. Nella tradizione islamica, l'epilazione ascellare è una pratica di igiene religiosa che coinvolge sia le donne che gli uomini. Molte donne mantengono i peli ascellari per motivi differenti, ad esempio per aumentare la loro attrattiva sessuale, e nel movimento femminista, nella cultura hippie e nell'ambiente del punk rock, sia in modo sovversivo che per la volontà di egualitarismo.